# Championnat de France de rugby à XV 1961-1962
Navigation
1960-1961 1962-1963

Le championnat de France de rugby à XV de première division 1961-1962 a été disputé par 56 équipes groupées en 7 poules. À l'issue de la phase qualificative, les quatre premières équipes de chaque groupe et les quatre meilleures équipes classées cinquièmes sont qualifiés pour les 1/16e de finale. L'épreuve se poursuit ensuite par élimination sur un match à chaque tour.
Le SU Agen a remporté le championnat 1961-62 après avoir battu l'AS Béziers en finale.

## Contexte
Le Tournoi des Cinq Nations 1962 est remporté par la France. Michel Crauste (troisième ligne du FC Lourdes) s'illustre en marquant trois essais pendant le match contre les Anglais
Le Challenge Yves du Manoir est remporté pour la troisième fois consécutive par le Stade montois qui bat la Section paloise par 14 à 9.

## Phase de qualification
Le nom des équipes qualifiées pour les 16e de finale est en gras.
| - FC Auch - AS Béziers - Stade bordelais UC - US Carmaux - USA Limoges - Lyon OU - US Marmande - USA Perpignan                           | - SC Angoulême - Aviron bayonnais - US Bergerac - US Cognac - US Dax - Paris université club - TOEC - RC Toulon         | - RC Chalon - SO Chambéry - Stade dijonnais - SC Graulhet - FC Grenoble - US Montauban - AS Montferrand - US Romans     |
| - SC Albi - Stade aurillacois - CA Bègles - Cahors rugby - Stade montois - RC Narbonne - Stadoceste tarbais - Stade toulousain           | - CA Brive - CO Le Creusot - FC Lourdes - US Foix - SC Tulle - La Voulte sportif - Port-Vendres - Racing club de France | - RC Vichy - Stade hendayais - Saint-Girons SC - Section paloise - SU Agen - SA Saint-Sever - CA Lannemezan - CS Vienne |
| - Stade rochelais - Tyrosse RCS - SC Mazamet - Biarritz olympique - CA Périgueux - Castres olympique - AS Saint-Junien - FC Saint-Claude | | |

## Seizièmes de finale
Les équipes dont le nom est en caractères gras sont qualifiées pour les huitièmes de finale.
| Équipe 1              | Équipe 2           | Résultat |
| --------------------- | ------------------ | -------- |
| SU Agen               | CS Vienne          | 14-3     |
| SC Mazamet            | Stadoceste tarbais | 12-0     |
| Section paloise       | Stade aurillacois  | 11-5     |
| Racing club de France | SO Chambéry        | 5-3      |
| US Dax                | USA Perpignan      | 8-0      |
| CA Lannemezan         | Castres olympique  | 3-0      |
| Stade rochelais       | La Voulte sportif  | 3-3      |
| RC Toulon             | US Cognac          | 6-0      |
| AS Béziers            | Tyrosse RCS        | 8-0      |
| CA Brive              | FC Grenoble        | 9-3      |
| Cahors rugby          | Aviron bayonnais   | 13-9     |
| Biarritz olympique    | US Montauban       | 5-3      |
| FC Lourdes            | SC Angoulême       | 13-3     |
| Stade bordelais UC    | FC Auch            | 3-0      |
| SC Tulle              | Stade montois      | 6-6      |
| SC Graulhet           | RC Vichy           | 6-3      |

## Huitièmes de finale
Les équipes dont le nom est en caractères gras sont qualifiées pour les quarts de finale.
| Équipe 1        | Équipe 2              | Résultat |
| --------------- | --------------------- | -------- |
| SU Agen         | SC Mazamet            | 11-3     |
| Section paloise | Racing club de France | 8-3      |
| US Dax          | CA Lannemezan         | 9-3      |
| Stade rochelais | RC Toulon             | 3-0      |
| AS Béziers      | CA Brive              | 15-9     |
| Cahors rugby    | Biarritz olympique    | 9-0      |
| FC Lourdes      | Stade bordelais UC    | 16-3     |
| SC Tulle        | SC Graulhet           | 6-0      |

## Quarts de finale
Les équipes dont le nom est en caractères gras sont qualifiées pour les demi-finales.
| Équipe 1   | Équipe 2        | Résultat |
| ---------- | --------------- | -------- |
| SU Agen    | Section paloise | 11-3     |
| US Dax     | Stade rochelais | 6-3      |
| AS Béziers | Cahors rugby    | 3-0      |
| FC Lourdes | SC Tulle        | 12-6     |

## Demi-finales
| Équipe 1   | Équipe 2   | Résultat   |
| ---------- | ---------- | ---------- |
| AS Béziers | FC Lourdes | 6-3        |
| SU Agen    | US Dax     | 8-8 (a.p.) |

Les deux finalistes de 1960-61 sont qualifiés pour les demi-finales, Béziers gagne son billet pour la finale mais Dax chute contre Agen qui est qualifié au bénéfice des essais (deux contre un).

## Finale
| Équipes        | SU Agen - AS Béziers |
| Score          | 14-11 |
| Date           | 27 mai 1962 |
| Stade          | Stadium municipal de Toulouse |
| Arbitre        | Raymond Gombeaud |
| Les équipes    | |
| SU Agen        | Jean-Pierre Clar, Jean-Claude Malbet, Guy Miquel, Christian Matkowski, Georges Cavailles, Michel Sitjar, Louis Echave, Francesco Zani, Pierre Lacroix, Jean-Claude Hiquet, Serge Méricq, Claude Salères, Henri Garcia, Michel Arino, Jean-Pierre Razat |
| AS Béziers     | Jean Arnal, Émile Bolzan, Francis Mas, Claude Vidal, André Gayraud, François Rondi, Roger Gensane, Jean Salas, Pierre Danos, Roger Bousquet, Albert Folch, Michel Bernatas, Jacques Fratangelle, Robert Spagnolo, Paul Dedieu                          |
| Entraîneur     | Raymond Barthès |
| Points marqués | |
| SU Agen        | 3 essais de Méricq (2) et Matkowski (1), 1 transformation et 1 pénalité de Sitjar |
| AS Béziers     | 1 essai de Rondi, 1 transformation et 2 pénalités de Dedieu |

Agen l'emporte grâce à une débauche de jeu enthousiasmante en fin de match, et avec un dernier essai contesté (selon les biterrois, pied en touche de Méricq qui marque. Ce point n'a jamais pu être confirmé ni infirmé).